# Благодарный (Ростовская область)
Благода́рный — хутор в Целинском районе Ростовской области.
Входит в состав Михайловского сельского поселения.

## Население
| 2010 |
| ---- |
| 172  |

## Улицы
На хуторе имеются две улицы — Заводская и Луговая.